# تئاتر نوجوانان
تئاتر نوجوانان یک مجموعه تلویزیونی محصول سال ۱۳۶۶ به کارگردانی کریم اکبری مبارکه، نویسندگی محمد چرمشیر و تهیه‌کنندگی مجید قناد می‌باشد که از شبکه دو پخش شد. قسمت‌های این مجموعه عبارتند از: قهرمان، کلاس آخر، جام دوستی

## داستان
یک خرابه حکم سن را داشت و چند آجر و پیت حلبی و دوچرخه هرکولس یکی از بچه‌ها، همه دکورشان بود. هر روز پس از مدرسه در این خرابه جمع می‌شدند بچه‌های قد و نیم قد و اتفاقات رخ داده در سر کلاس درس یا محله را در قالب یک تئاتر ساده بازسازی می‌کردند.

## بازیگران
- اکبر اصالتی
- بهزاد جاودان فر
- حسین انصاری
- داود سوری
- سیدحسین یعقوبی
- عباس قادری
- علیرضا کمالی
- فرهاد جاودان فر
- مهدی شیبانی
- علی صالحی
- امیرعباس تقی پور
- رضا تاجیک
- رضا فاضلی
- محمد آقاجانی
- علی رمضانعلی
- احمد صادقی

## عوامل تولید
- نویسنده: محمد چرمشیر
- کارگردان هنری: کریم اکبری مبارکه
- دستیار کارگردان: مهدی یعقوبی